# 和泉織物
和泉織物（いずみおりもの）は、かつて存在した日本の紡績会社。戦時中の国策により東洋紡績（現：東洋紡）と合併。

## 概要
1912年 (大正元年)9月10日設立、資本金250万円、本社は南掃守村大字尾生2618、大阪府東区北久太郎町2丁目13-3に営業所を置き、工場を5ヶ所（貝塚町澤、南掃守村福田および尾生、山直下村新在家〈現・岸和田市岡山町〉、和泉町府中〈現・和泉市府中町〉）で操業し、綿糸、綿布などを製造。営業所は、大阪市東区北久太郎町2丁目13ノ3。

## 沿革
- 1912年（大正元年）9月10日 - 創立。初代・取締役社長は、原甚之丞（7代）[3]。
- 1918年（大正7年）12月 - 投資 : 尾生工場を買収。
- 1919年（大正8年）6月 - 増資 : 貝塚町澤に紡績工場を建設。
- 1920年（大正9年）1月 - 3,526坪の敷地に新築された山直工場の操業が開始。
- 1921年（大正10年）7月 - 増資 : 澤紡績工場増設。
- 1925年（大正14年） - 5月3日、初代・取締役社長・原甚之丞（7代）死亡。社長不在のまま、上ノ山定吉（1927年6月28日、死亡退社）・岡田惣吉が専務取締役として、1931年（昭和6年）6月24日に相談役・白井治平が社長に就任するまで、同社を経営[3]。
- 1936年（昭和11年） - 府中織物株式会社を合併し、同社・府中工場とする。
- 1941年（昭和16年）5月1日 - 商工省の戦時産業統制のもと前年（昭和15年）秋から始まった紡績企業統合の流れの中で、原甚之丞（8代）社長の指揮のもと[2]、東洋紡績と合併[4][5][6]。

## 商工省の政策と合併
幕末開港直後の近代日本、政府主導で紡績企業が全国各地に設立されたが、その経営はうまくいかなかった。そのため、民間企業が紡績業振興の役割を担うことになった。
まず、1882年に、後年本記事の和泉織物と合併することになる大阪紡績（東洋紡の前身）が設立となり、近代日本綿業がスタート。その後、1886年には、同じく後年本記事の和泉織物と合併することになる三重紡績（東洋紡の前身）が設立となり、1889年の尼崎紡績（大日本紡績およびユニチカの前身）の設立など、都市圏を中心に紡績資本設立が相次いだ。1890年代になると、地域振興を志向する地域資産家の出資によって、地方にも紡績資本設立が広がった。1896年に綿糸輸出量が綿糸輸入量を凌駕して日本紡績業は大きく成長を遂げることになる。
本記事の和泉織物は、それから10年余のち、設立となる（1912年9月10日）。
翌々年の1914年には、同じく後年本記事の和泉織物と合併することになる東洋紡績（東洋紡の前身）が設立となり、1918年には大日本紡績（ユニチカの前身）設立となり、鐘淵紡績と合わせて3大紡が成立することになった。
第一次世界大戦のブームの波に乗って紡績業は飛躍的に成長し、日本経済での存在感をより一層強めていった。1920年代も順調に成長を遂げた日本綿業は、1927年金融恐慌、1929年昭和恐慌に直面するものの、合理化や操業短縮を実施することで乗り切った。
このように、「戦前期紡績業は、近代日本をけん引する主要産業としての役割」を担うようになった。1932年頃から、最盛期に入り、1933年には、綿織物輸出世界一を達成。
1937年6月に公表された財政経済三原則は、戦争遂行に必要な生産力拡充を国際収支の適合と物資需給の調整によって確保することを明言したものであり、7月の日中戦争勃発を契機に本格化する戦時経済統制の基本命題となるものであった。国際収支の危機を回避しつつ、増大する軍需生産資材の輸入要求をみたすためには、「輸入力」拡大に努めなければならず、繊維産業は、原料の輸入を抑制される一方で輸出を維持し、外貨獲得の役割を担うべき産業として位置づけられ、統制の主要な対象の一つとなった。
戦時期の繊維産業が、資金・資材・労働力など生産要素の各面からの制限をうけたり、企業整備政策によって紡績工場の軍需工場への転用や紡績機械のスクラップ(屑鉄)化が行われた。1939年9月に勃発した第2次欧州戦争が拡大するにつれて交戦各国とその植民地での輸入制限が強化され、さらに同年の異常渇水によって，電力不足や石炭不足などの生産阻害要因も生じていた。
1939年4月の中央物価委員会による「物価統制要綱」の流れを受け、同年10月における商工省（村瀬直養及び岸信介・商工次官）による「繊維対策要綱」の発表後、1940年12月から（第2次近衛内閣）開始された第一次企業整備の中身は、(1)各企業が任意に集まってブロックを作り、(2)ブロック内で可能な限り合併を行い、(3)合併が当面不可能な場合には，過渡的な措置として、ブロック内において生産割当の重点主義的な再配分と利潤プール制度を実施することであった。第一次企業整備の実施結果、綿紡績部門では日本全国76社が、
1. 「東洋紡績グループ」
2. 「大日本紡績グループ」
3. 「鐘淵紡績グループ」
4. 「富士瓦斯紡績グループ」
5. 「倉敷紡績グループ」
6. 「呉羽紡績共同組合ブロック」
7. 「大和紡績ブロック」
8. 「朝日紡績ブロック」
9. 「福島紡績共同組合ブロック」
10. 「日東紡績共同組合グループ」
11. 「日清紡績グループ」
12. 「内外共同組合グループ」
13. 「中央紡績共同組合グループ」
14. 「中部紡績共同組合グループ」

の14ブロックにまとまった。
本記事の和泉織物（五工場会社）は、東洋紡績、琴浦紡績（一工場会社）、吉見紡績（不明）、内外紡績（一工場会社）、栗橋紡績所（一工場会社）、竹村棉業（一工場会社）とともに、上記1.の「東洋紡績グループ」を形成した。

## 財務・利益処分・規模

### 『日本全国諸会社役員録』第46回 昭和13年
『日本全国諸会社役員録』第46回 昭和13年に記された財務状態・利益処分は、以下の通り。
【財務状態】
資産合計 - 444万円
（主な資産）
- 原綿綿糸毛糸綿布毛織製品綿毛仕掛品（133万円）
- 機械（126万円）
- 銀行（37万円）等

未払金 - 45万円
掛買 - 7万円
借入金 - 20万円
資本金 - 250万円
法定積立金 - 31万円
準備積立金 - 35万円
当期利益 - 57万円

【利益処分】
法定積立金 - 2万円
準備積立金 - 2万円
株主配当金 - 12万円
後期繰越金 - 41万円

### 『日本全国諸会社役員録』第48回 昭和15年
『日本全国諸会社役員録』第48回 昭和15年に記された財務状態・利益処分は以下の通り。
【財務状態】
資産合計 - 482万円
（主な資産）
- 原綿綿糸毛糸綿布毛織製品綿毛仕掛品（133万円）
- 機械（117万円）
- 銀行（54万円）等

掛買 - 5万円
支払手形 - 5万円
資本金 - 250万円
法定積立金 - 39万円
準備積立金 - 45万円
利益金 - 71万円

【利益処分】
諸積立金 - 4万円
株主配当金 - 12万円
後期繰越金 - 55万円

### 規模の比較
1912年-1940年の本記事の同社の資本金は2,500千円。
1931年の合併により世界最大規模の紡績企業に躍進した東洋紡績、1941年に本記事の同社を合併することになるが、日本最初の大規模紡績会社であった前身の大阪紡績の創立時（1882年）の資本金は250千円。そののち、渋沢栄一が斡旋して実現した三重紡績との合併により「東洋紡績」となった時（1914年）の資本金は、14,250千円。
1915年および1935年における「東京株式取引所上場会社の規模分布(公称資本金)」は、以下の通り。
1915年
最大値：200,000千円
最小値：50千円
Obs.：151
1935年
最大値：800,000千円
最小値：20千円
Obs.：698
尚、現時点での上場会社の資本金の最大値は、日本郵政・ゆうちょ銀行の3,500,000,000千円、資本金1,000,000,000千円超は7社。東証一部上場企業の数は2,160社（2019年末時点）。総務省の調査によると、2016年の日本の企業数は約558万社。

## 配当状況
1939年（昭和14年）下期においては年1割、1940年（昭和15年）上期においては年1割の配当を実施（『紡織要覧』昭和16年版）。

## 製品
綿糸、スフ糸、スフ織物、綿布、毛織物

## 大株主
『紡織要覧』昭和16年版
に掲載された大株主及びその持株数は、以下の通り。
- 寺田利吉（寺田財閥当主）- 舊株 : 4,260株、新株 : 5,102株
- 原甚之丞（8代） - 舊株 : 7,116株、新株 : 1,972株
- 上ノ山信男 - 舊株 : 4,048株、新株 : 1,146株
- 原繁義 - 舊株 : 4,982株、新株 : 181株
- 原福松 - 舊株 : 1,934株
- 片山由松 - 舊株 : 1,310株、新株 : 193株
- 上ノ山彌平 - 舊株 : 950株、新株 : 166株
- 北野四郎三郎 - 舊株 : 843株、新株 : 224株
- 原テル - 舊株 : 785株、新株 : 261株
- 森勝太郎 - 舊株 : 656株
- 上ノ山源三郎 - 舊株 : 350株、新株 : 33株

## 役員

### 『日本全国諸会社役員録』第28回 大正9年
当該書に掲載された役員は、以下の通り。
- 社長 - 原甚之丞（7代）
- 常務取締役 - 上ノ山定吉
- 取締役 - 岡田伊平
- 同 - 北野藤太郎
- 同 - 仲谷辰治郎
- 同 - 岡田惣吉
- 同 - 藤本治
- 監査役 - 大家安治郎
- 同 - 原楠太郎
- 同 - 森勝太郎

### 『日本全国諸会社役員録』第40回 昭和7年
当該書 に掲載された役員は、以下の通り。
- 社長 - 白井治平
- 専務取締役 - 岡田惣吉
- 常務取締役 - 森岡潤治郎
- 取締役 - 岡田伊平
- 同 - 大家安治郎
- 同 - 藤本治
- 同 - 原治義
- 同 - 北野四郎三郎
- 監査役 - 仲谷辰治郎
- 同 - 上ノ山彌平

### 『日本全国諸会社役員録』第42回 昭和9年
当該書に掲載された役員は、以下の通り。
- 社長 - 白井治平
- 専務取締役 - 岡田惣吉
- 常務取締役 - 森岡潤治郎
- 取締役 - 大家安治郎
- 同 -藤本治
- 同 - 原治義
- 同 - 北野四郎三郎
- 監査役- 原甚之丞（8代）
- 同 - 上ノ山彌平

### 『日本全国諸会社役員録』第46回 昭和13年
当該書 に掲載された役員は、以下の通り。
- 社長 - 白井治平
- 専務取締役 - 原甚之丞（8代）
- 常務取締役 - 原福松
- 取締役 - 藤本治
- 同 - 大家安治郎
- 同 - 北野四郎三郎
- 同 - 岡田惣吉
- 同 - 原藤右門
- 監査役 - 上ノ山彌平
- 同 - 原治義

### 『紡織要覧』昭和16年版
当該書に掲載された役員は、以下の通り。
- 取締役社長 - 原甚之丞（8代）
- 常務取締役 - 原福松
- 同 - 上ノ山信男
- 取締役 - 大家安治郎
- 同 - 原藤右門
- 同 - 原繁義
- 監査役 - 上ノ山彌平
- 同 - 原治義
- 同 - 北野四郎三郎

## 職員
『紡織要覧』昭和16年版に掲載された職員は、以下の通り。
- 中野敬三 - 工務部長・総務部長・澤工場長
- 赤澤新 - 総務部長附
- 原静雄 - 工務部長附
- 南龍太郎 - 庶務課長
- 久禮四良太郎 - 福田工場長
- 松田清 - 尾生工場長
- 和田健三 - 府中工場長
- 西村楠太郎 - 山直工場長